# Єланський
Єла́нський (рос. Еланский) — селище у складі Комишловського району Свердловської області. Входить до складу Калиновського сільського поселення.
Населення — 10038 осіб (2010, 8797 у 2002).
Національний склад станом на 2002 рік: росіяни — 83 %.